# Garbage (album d'Autechre)
Pour les articles homonymes, voir Garbage (homonymie).
Albums de Autechre
« Amber »
(1994) « Anvil Vapre  »
(1995)
Garbage est un EP du groupe anglais de musique électronique Autechre, sorti sur le label Warp Records en 1995.
Garbage est en quelque sorte un compagnon des EP sortis avec l'album Amber. Le groupe a utilisé les mêmes machines pour réaliser cet EP. Il est également sorti sur l'album Tri Repetae (édition américaine de Tri Repetae sur laquelle est présent un second CD contenant Garbage et Anvil Vapre).
La pochette et les illustrations accompagnant cet ouvrage sont une version déformée numériquement de la couverture d'Amber.

## Pistes
1. Garbagemx36  – 14:11
2. PIOBmx19  – 7:37
3. Bronchusevenmx24  – 9:44
4. VLetrmx21 - 8:27